# Vila Adriana
Vila Adriana (em latim: Villa Hadriana) é um antigo complexo palaciano construído, no século II, para o Imperador Adriano. Situado na cidade de Tivoli, a uma trintena de quilómetros de Roma, figura entre os mais ricos conjuntos monumentais da Antiguidade. A vila, actualmente em ruínas, está repartida sobre uma superfície de 120 hectares, dos quais 40 estão visíveis.
Segundo a História Augusta atribuída a Élio Esparciano, Adriano "adornou edifícios admiráveis na sua vila de Tibur: veem-se os nomes das mais célebres províncias e lugares, tais como o Liceu, a Academia, o Pritaneu, o Canopo, o Pórtico Pintado, o vale de Tempe. Não querendo omitir nada, fez mesmo representar a residência das sombras". Deduz-se geralmente desta citação que a vila evoca na sua arquitectura as obras e os lugares que Adriano viu através das numerosas viagens que fez pelo Império Romano.

## História

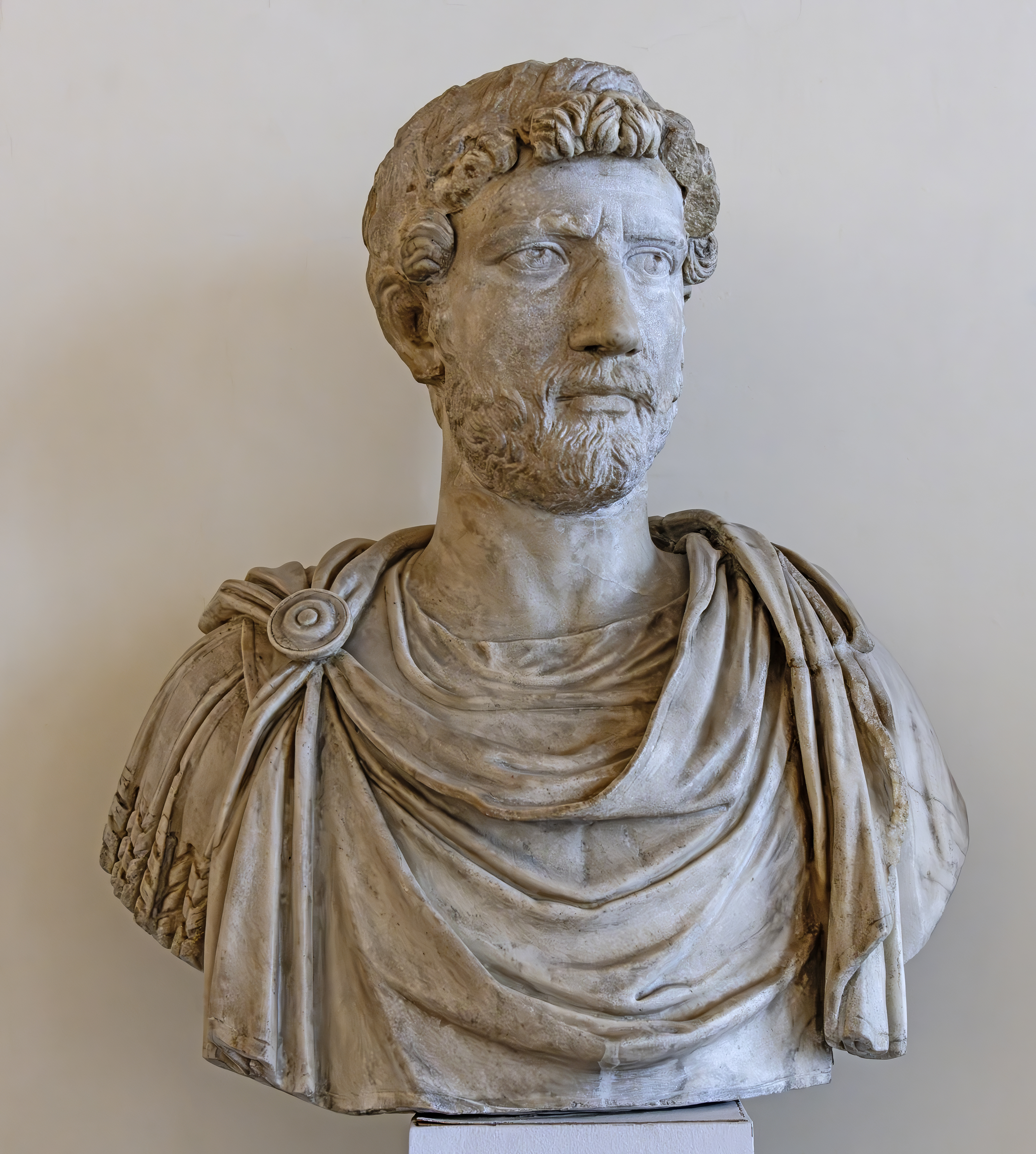
Busto de Adriano, museu arqueológico de Veneza.

Amante de arte, Adriano era um apaixonado pela arquitectura, tendo desenhado, ele próprio, edifícios (manifestou mesmo uma predilecção particular pelos edifícios com cúpula). Também deu prova de um cuidado particular par escolher o lugar da nova residência imperial que decidiu construir desviada de Roma: selecionou um planalto situado sobre os declives dos montes Tiburtinos, situados a 17 milhas romanas a partir da Porta Esquilina (cerca de 28 km.). A zona compreendia numerosas pedreiras (travertino, pozolana e tufo) para alimentar os trabalhos; era provida de água por quatro aquedutos, elemento crucial para as termas romanas e para as fontes. O planalto já estava ocupado por uma vila da época republicana, construída no tempo de Sula e ampliada sob Júlio César, a qual pertencia à família da esposa de Adriano, Sabina, e seria integrada no Palácio Imperial.
Depois do estudo do sistema de canalizações e dos esgotos, é possível que o complexo tenha sido concebido na sua globalidade desde o início, apesar da impressão de livre improvisação provocada pela distribuição assimétrica e disseminada das construções.
O conjunto foi construído em duas ou três fases muito ativas, de 118 a 121, de 125 a 128 e de 134 a 138, entrecortados por períodos de trabalhos menos sustentados, como testemunham os tijolos que contêm as datas consulares, encontrados no meio dos edifícios. Depois da morte de Adriano, os seus sucessores continuaram, sem dúvida, a deslocar-se a Tivoli, como testemunham os planeamentos do século III, embora de seguida a vila tenha sido progressivamente abandonada e caído no esquecimento durante a Idade Média.
A partir do Renascimento, o humanista Flavio Biondo foi o primeiro a pôr um nome sobre as ruínas. A vila passou a ser frequentada por artistas como Piranesi, arquitectos como Sangalo ou Borromini e amantes de antiguidades que a pilharam das suas obras artísticas e dos seus elementos arquitectónicos. Entre o século XVI e o século XIX, a vila foi explorada e as centenas de obras descobertas partiram para enriquecer as coleções privadas e os grandes museus da Europa.
Em 1870, o domínio regressou à posse do governo italiano que procedeu a escavações e restauros: estes revelaram a espantosa arquitectura dos seus edifícios, e por vezes mesmo estuques e mosaicos.
As escavações metódicas foram efetuadas com técnicas modernas, principalmente cerca de 1950 no "Teatro Marítimo" e no "Canopo", e no final da década de 1970 na "piazza d’Oro". No entanto a maior parte do lugar permanece por explorar.
A Vila Adriana foi incluída, em 1999, na Lista do Património Mundial da UNESCO.

## Plano de massa

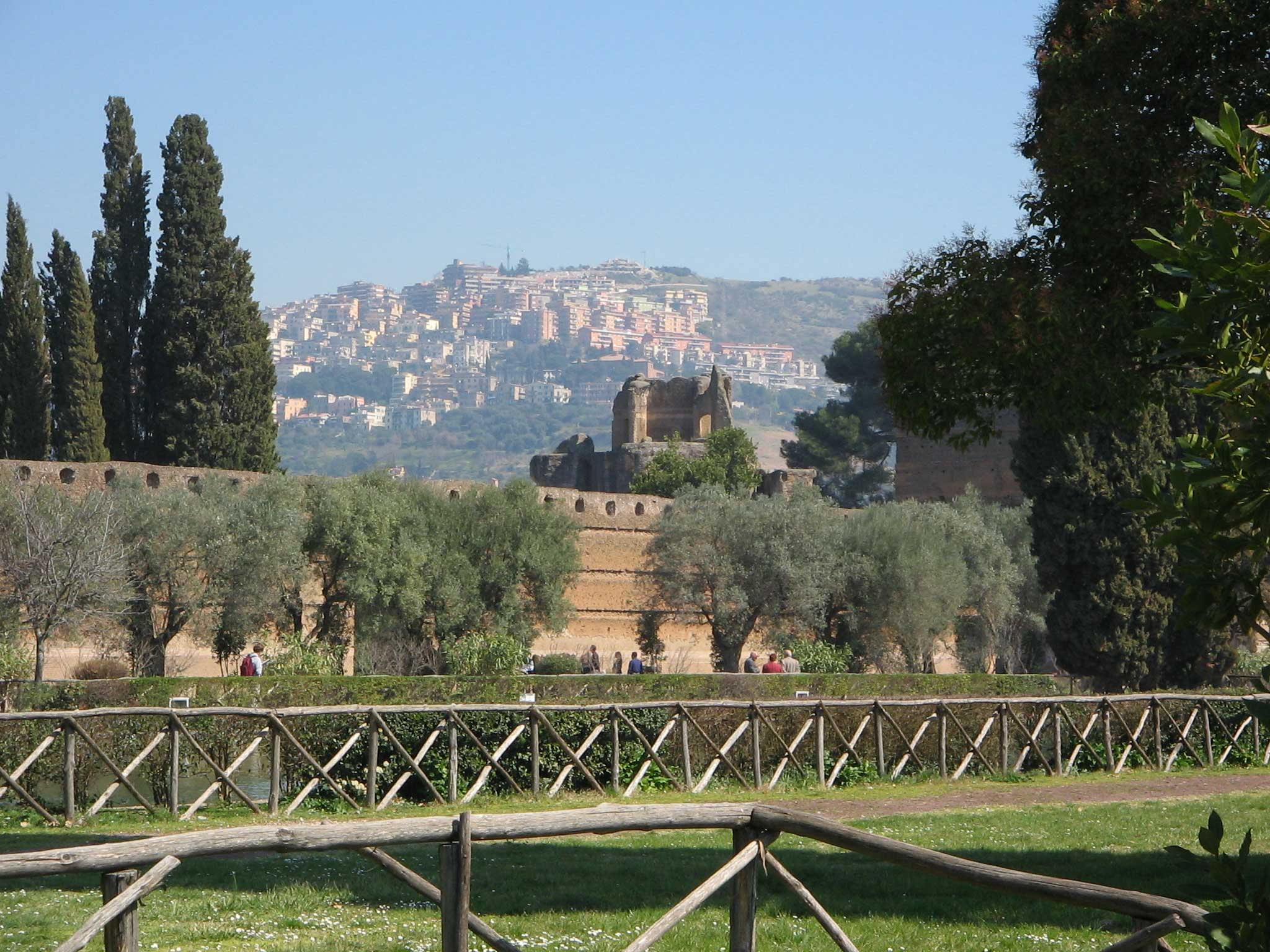
A cidade de Tivoli vista a partir da Vila Adriana.

Com uma dimensão de 1.200 metros no eixo Norte/Sul e 600 m. no eixo Este/Oeste, o perímetro atual da vila estende-se por uma superfície de 40 hectares e compreende uma trintena de edifícios de naturezas diferentes: três complexos termais, edifícios administrativos, edifícios de lazer (teatro, passeios, etc.). O todo insere-se num conjunto jardins e de espaços verdes decorados com fontes e planos de água.
À parte certos locais com características facilmente reconhecíveis como as termas, a interpretação de numerosas construções é problemática e incerta. Com base na biografia de Adriano, redigida por Élio Esparciano, foi feita a proposta de identificar este ou aquele conjunto a partir das evocações de monumentos da Grécia Antiga e do Egito Antigo: o Pórtico Pintado, a Academia de Platão, o Liceu e o  Pritaneu de Atenas, o santuário de Serápis em Alexandria e o canal que ligava a cidade de Canopo a ela. Só o Canopo e o templo de Serápis estão identificados com certeza, pelas esculturas de estilo egípcio encontradas no local. Outas partes da vila receberam denominações arbitrárias como o Teatro Marítimo, a Praça de Ouro (em italiano: Piazza d’Oro, a Sala dos Filósofos, a Hospitália, as bibliotecas. Estes nomes convencionais, e por vezes contestados, foram adotados na maior parte das descrições da vila.
A parte já resgatada da vila organiza-se em função do terreno, ligeiramente envalado e compreendido entre dois pequenos cursos de água. Segundo o relevo, podem distinguir-se quatro complexos de vestígios, cada um com a sua própria orientação:
- o terraço da Academia ocupa, ao Sul da vila, a parte mais elevada do lugar, a qual domina um pequeno curso de água;
- o vale do Canopo: a Nordeste do terraço da Academia parte um ligeira envalamento onde se alinha, mais ou menos, o Canopo, as termas e diversas construções estiradas ao comprimento;
- o complexo Pintado: fechando o vale do Canopo ao Norte, um complexo de vastos edifícios orientados segundo os quatro pontos cardeais, entre os quais o Pórtico Pintado, um jardim, um viveirio;
- o complexo Nordeste sobre outro curso de água, agrupa-se a antiga vila republicana, as bibliotecas, a Praça de Ouro e outras construções como o "Palácio Imperial";
- na charneira entre este último complexo e o Pórtico Pintado fica uma fundação redonda, chamada de Teatro Marítimo, e diversas construções (Sala dos Filósofos, vestígios de termas, caserna).

À periferia da vila encontram-se dispersos outros edifícios isolados: um Odeão a Sul, a Norte um teatro e um santuário de Vénus, cujo tolo abriga uma cópia da Afrodite de Cnido esculpida por Praxíteles.

## Teatro Marítimo

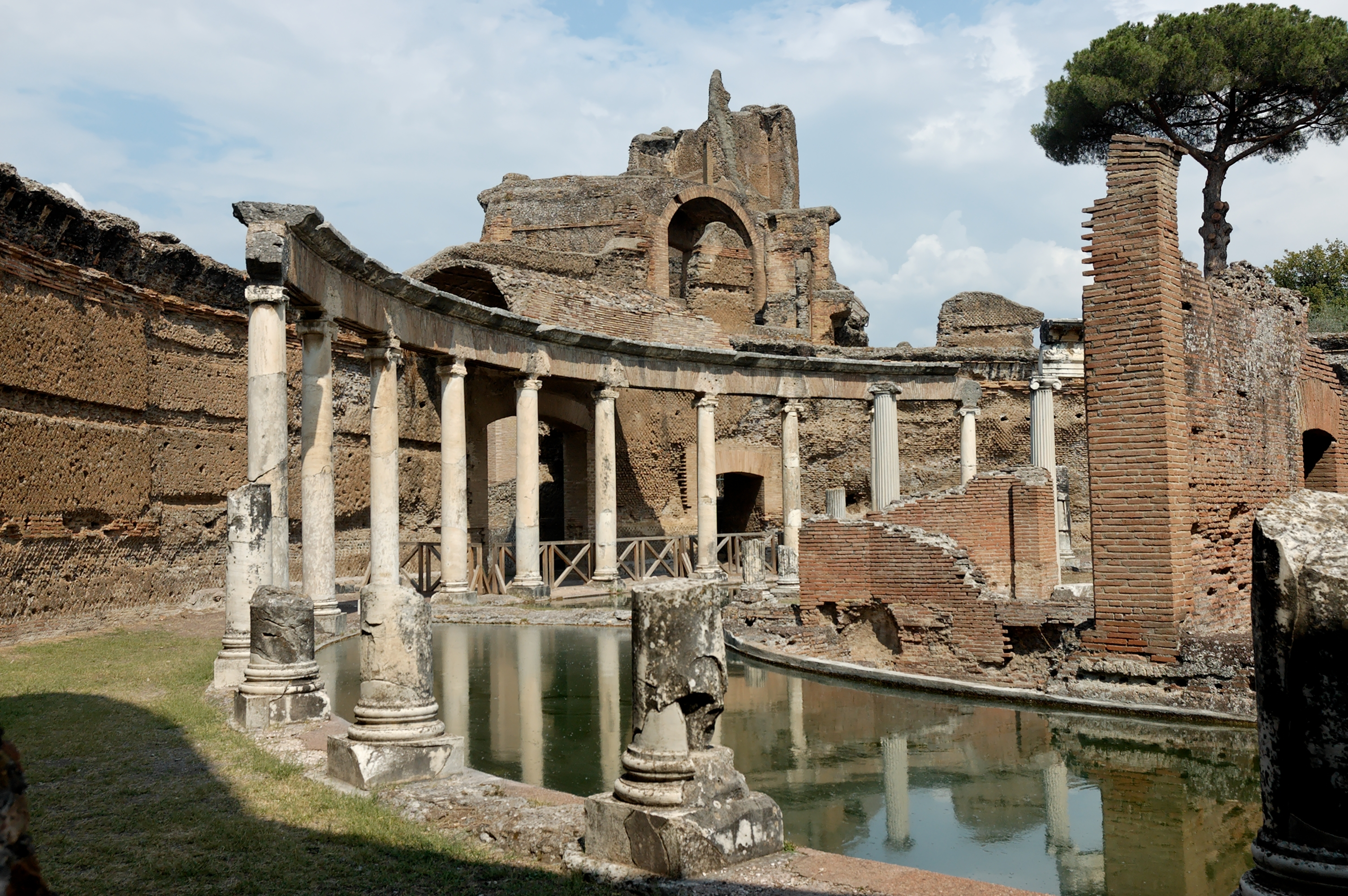
O Teatro Marítimo

A construção a que se chama "Teatro Marítimo" teve início no ano de 118, nas proximidades da antiga vila da época republicana. A sua arquitectura complexa não tem equivalente no mundo romano, e sem relação com um teatro romano habitual. Na década de 1950, este teatro foi objecto de escavações e de uma reconstrução pelo arqueólogo Pietro Romanelli e pelo arquitecto Italo Gismondi.
O Teatro Marítimo é um conjunto situado face o jardim das bibliotecas. Um pronau, do qual já não resta quase nada, permitia entrar no interior de um átrio depois de, no mesmo eixo, se juntar a um pórtico circular com colunas jónicas, coberta por uma abóbada em berço. Ao centro, um canal delimita uma ilha sobre a qual se ergue um edifício circular de 45 metros de diâmetro, compreendendo ele próprio um átrio e um pórtico. Junta-se um pequeno jardim, um pequeno complexo termal e algumas divisões, entre as quais um quarto e latrinas. Trata-se de uma verdadeira "residência dentro da residência", destinada a oferecer um espaço de isolamento e de recolhimento.

## O vale do Canopo

### O Canopo

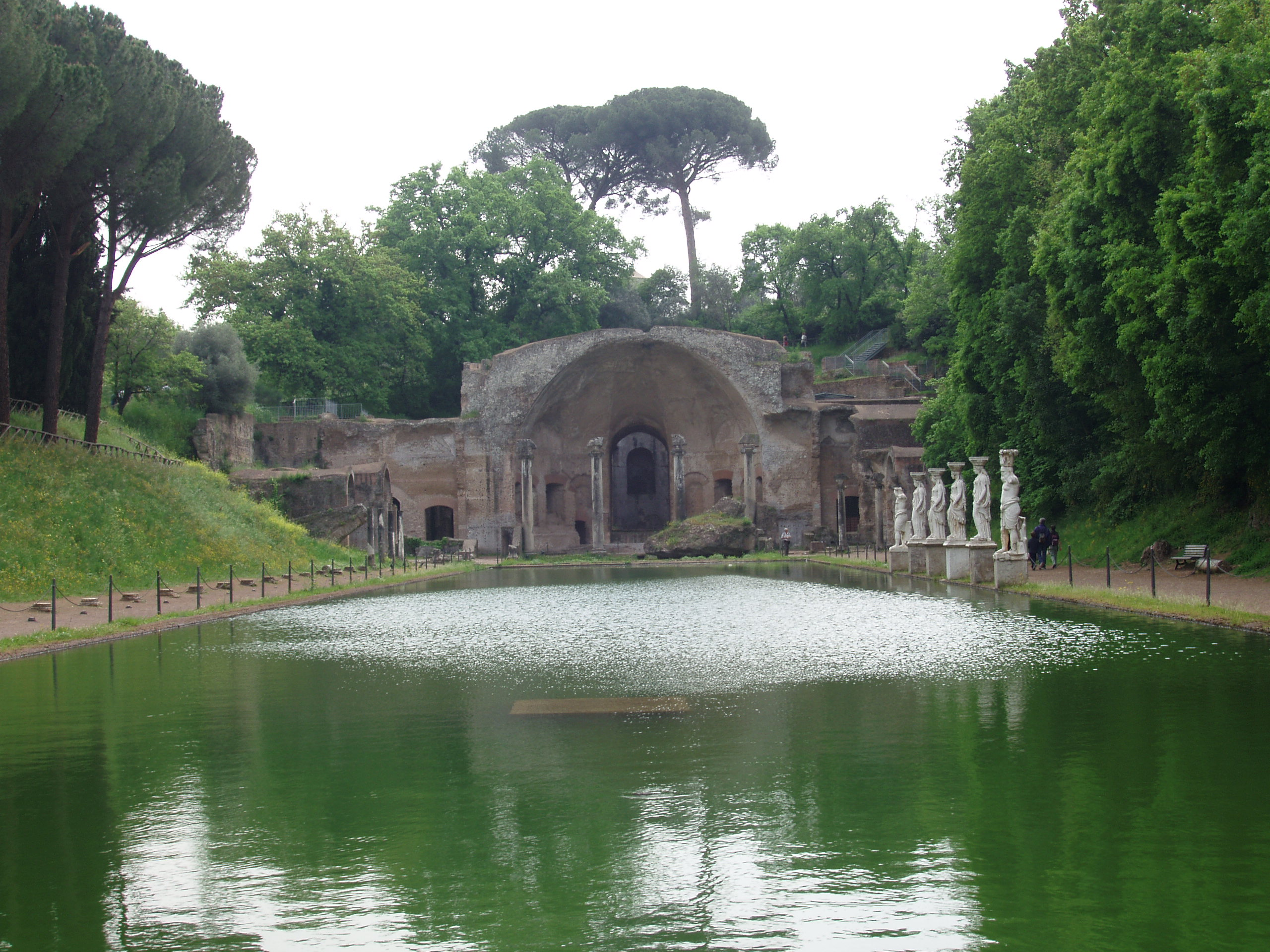
O Serapeu visto ao fundo do Canopo

O Canopo é um plano de água de 119 metros de comprimento por 18 metros de largura situado num pequeno vale parcialmente artificial, com orientação Noroeste/ Sudeste. Deve o seu nome a uma cidade egípcia conhecida pelos seus cultos a Ísis e Serápis, e igualmente dedicada a Antínoo, favorito do Imperador Adriano que morreu afogado no Rio Nilo. Este tanque simboliza um antigo canal que ligava as duas cidades egípcias de Alexandria e de Canopo. É limitado por uma dupla colunata a Este e por uma colunata simples a Oeste, completada por quatro cariátides, copiadas das  existentes no Erecteion de Atenas e enquadradas por duas estátuas de Silenos.

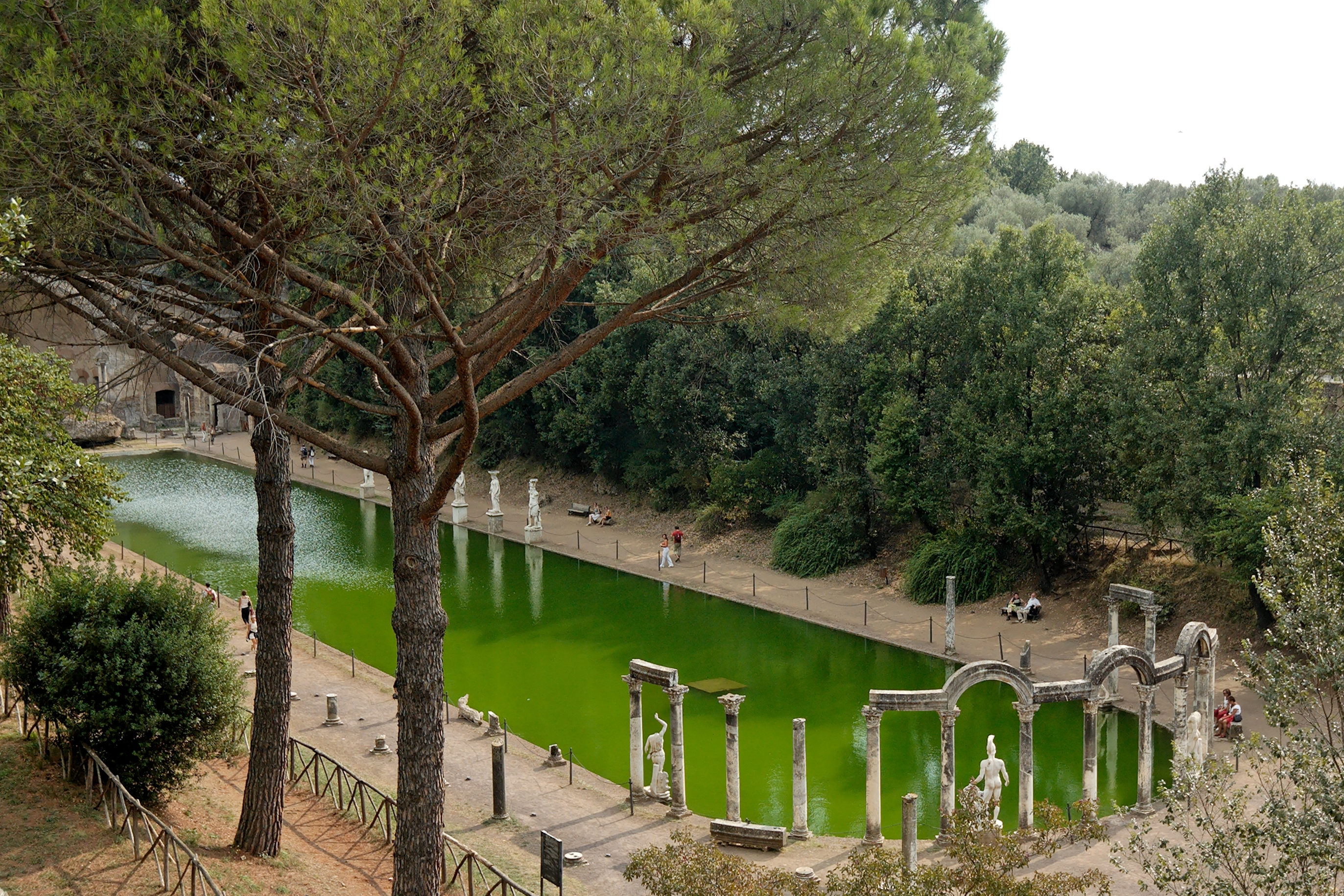
Vista sobre o Canopo a partir do pretório

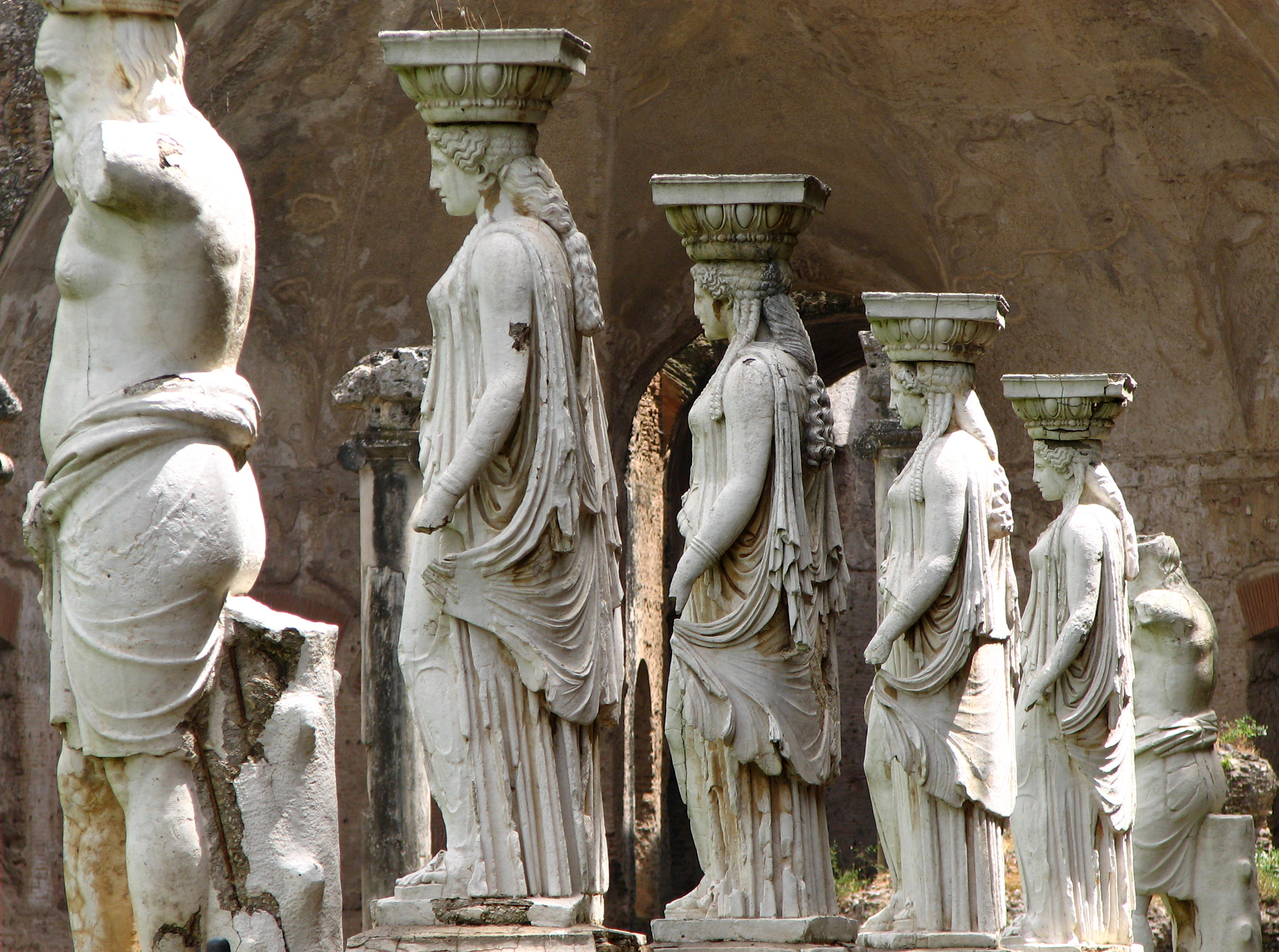
As Cariátides do Canopo enquadradas por estátuas de Silenos.

O tanque termina a Sul num edifício, o Serapeu (edifício dedicado a Serápis), que entra no vale. Esta construção liga-se elegantemente ao Canop através de um pequeno tanque rectangular (cerca de 15 m por 10 m). As estátuas de Antínoo junta-se com outras de divindades egípcias encontradas neste edifício validam a hipótese de se tratar de um lugar de culto dedicado ao mesmo tempo a Serápis e ao favorito de Adriano. A sala principal está coberta por uma semicúpula de 43 m. de diâmetro (ou seja, 150 pés romanos). Comporta um imenso leito inclinado, triclínio destinado a acolher, provavelmente no Verão, os convivas de banquetes.
Por oposição, a extremidade Nordeste do canal é arredondada, a colunata em parte reconstituída é coroada por arquitraves alternadamente horizontais e em arco. Os espaços entre as colunas estão ornamentadas com moldagens em cimento de estátuas de Ares (Marte), Hermes (Mercúrio) e Atena (Minerva). Sobre dois pedestais, que emergem no eixo do tanque, encontram-se cópias das estátuas de Amazonas do templo de Éfeso.
Desde há muito tempo que têm sido colocadas questões sobre o significado deste lugar misterioso que constitui uma homenagem pessoal de Adriano ao defunto Antínoo. Este tanque que alia as culturas latina e egípcia representaria o Mar Mediterrâneo que de Roma conduz ao Egipto, e o pequeno tanque que vem ligar-se ao tanque grande seria a imagem do Delta do Nilo.
Segundo uma outra interpretação, este lugar participaria do culto imperial, com Adriano a entrar em cena como Serápis aquando dos banquetes de aparato.

### As termas
Descendo o vale para além do Canopo, encontram-se as grandes termas e as pequenas termas, mais ou menos alinhadas paralelamente com o eixo do Canopo e separadas deste por uma construção que parece formar um vestíbulo de entrada na vila.
Outros edifícios anexos são constituídos por uma série de divisões, tratando-se presumivelmente de um pretório para o alojamento dos oficiais da guarda imperial, ou alojamentos do pessoal.
O envalamento fecha-se sobre o Pórtico Pintado e outros edifícios, todos orientados segundo os pontos cardeais.

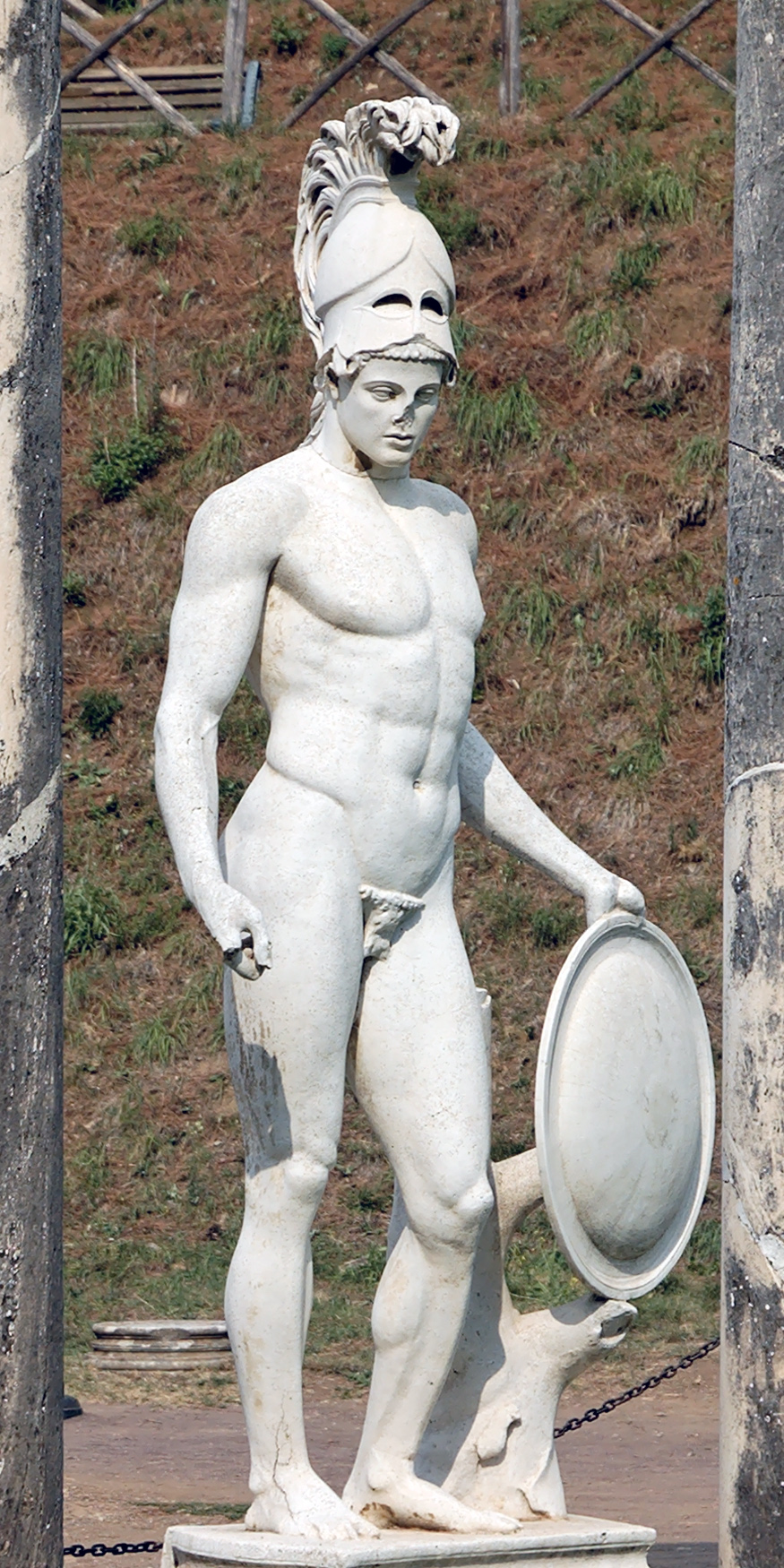
A estátua de Ares.
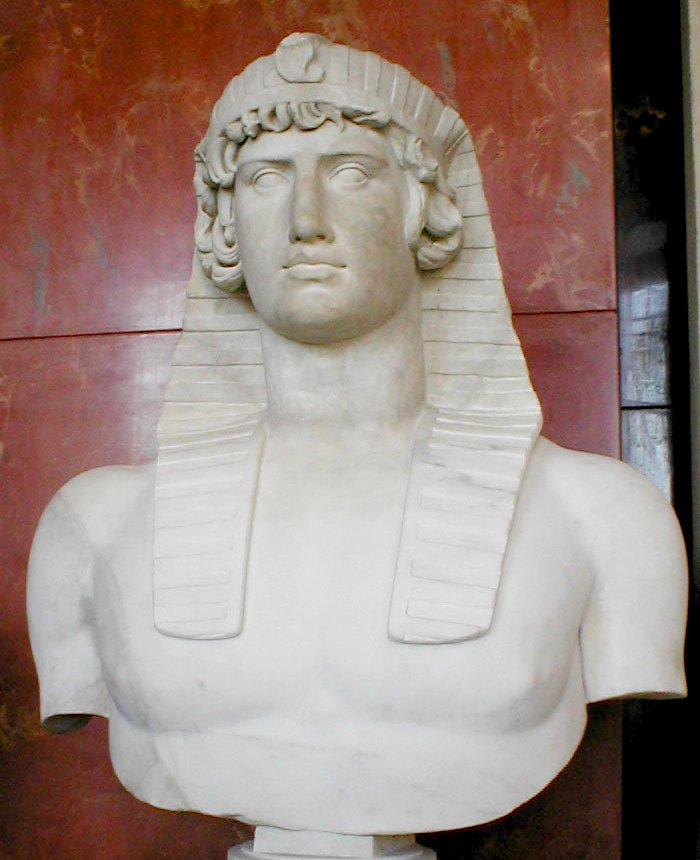
Antínoo em Osíris, busto encontrado na Vila Adriana (Museu do Louvre).
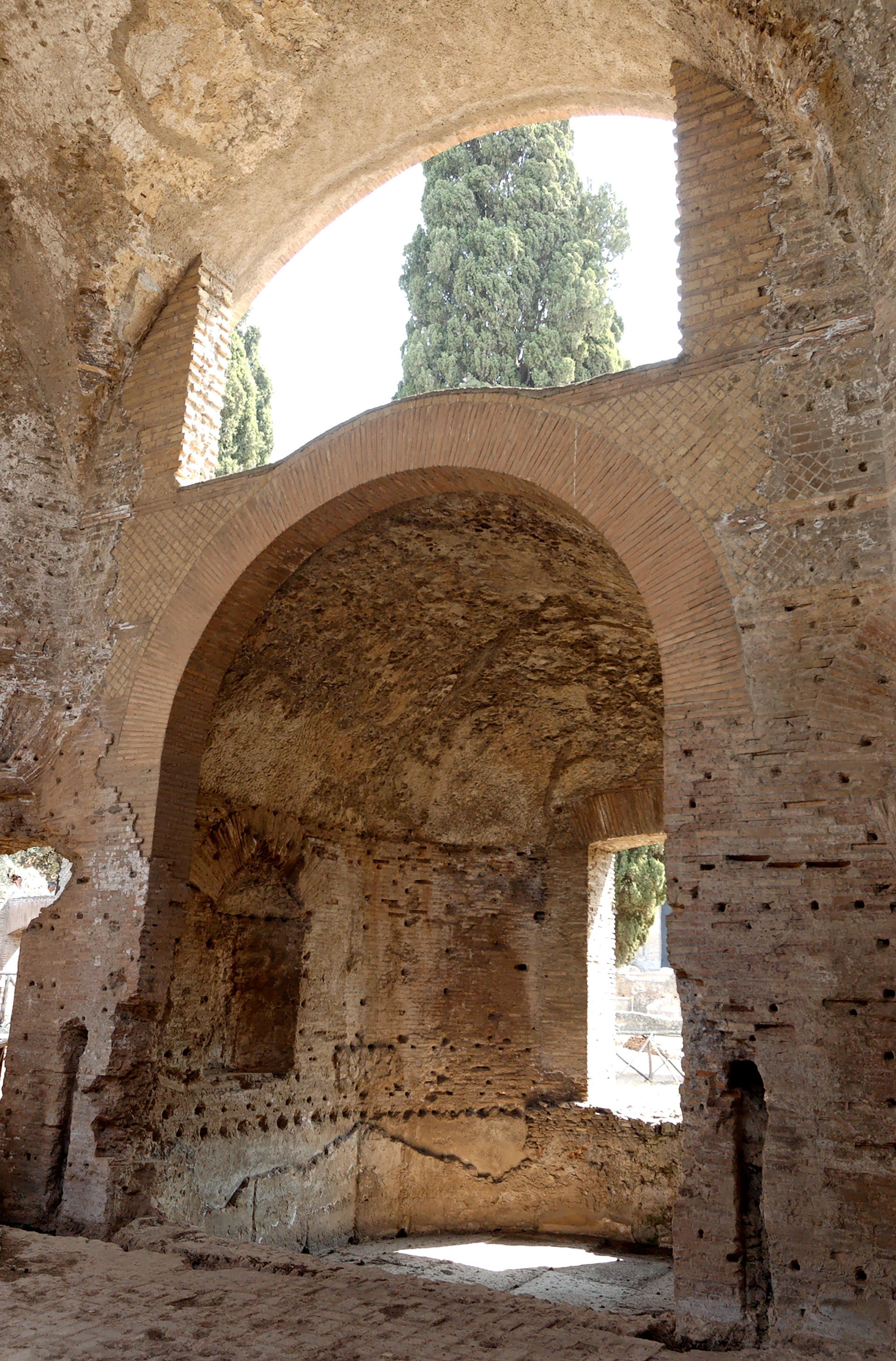
Vista interior das Pequenas Termas.
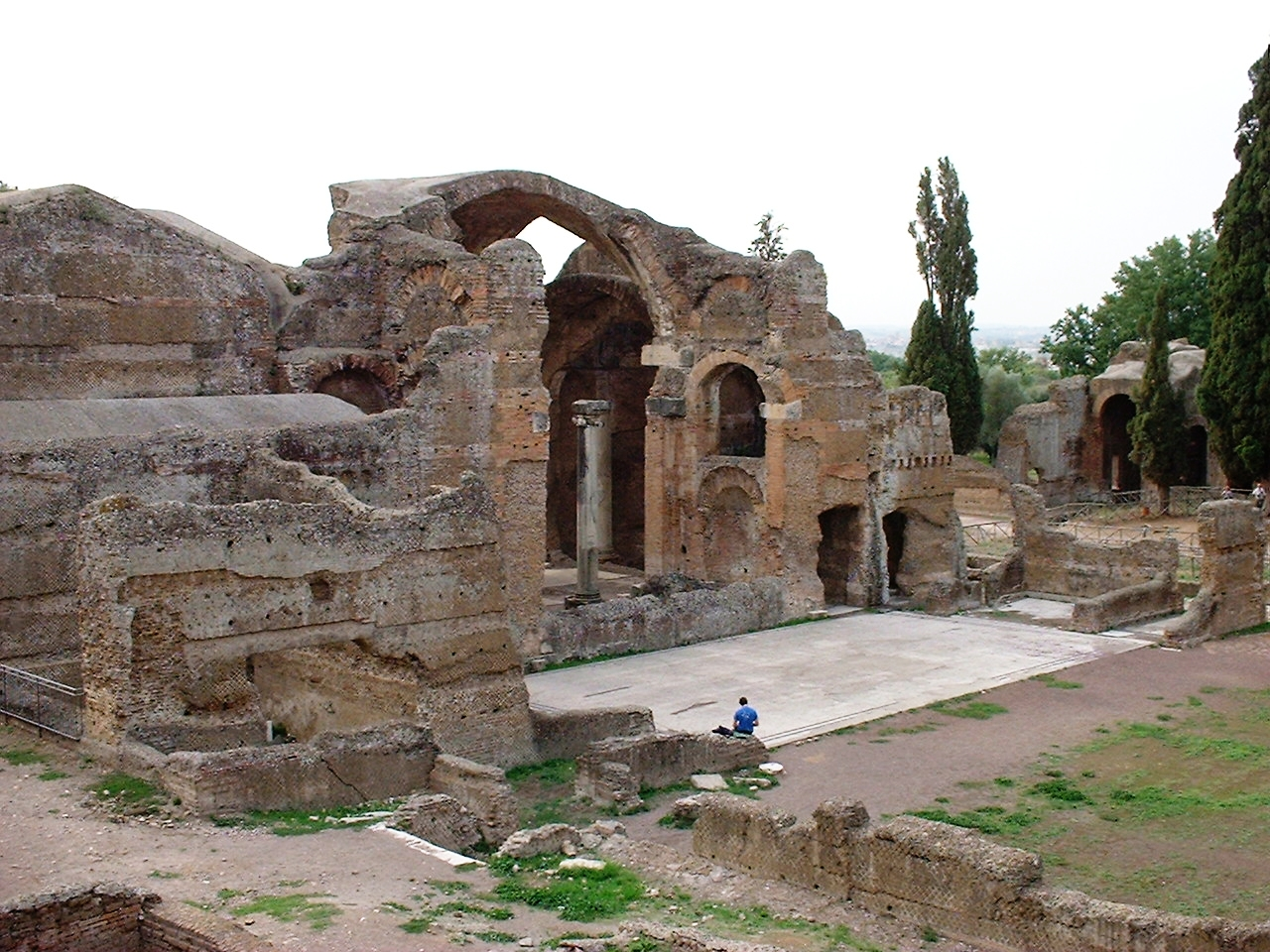
As grandes termas. O frigidário conservou parcialmente a sua cúpula.

## O complexo do Pórtico Pintado

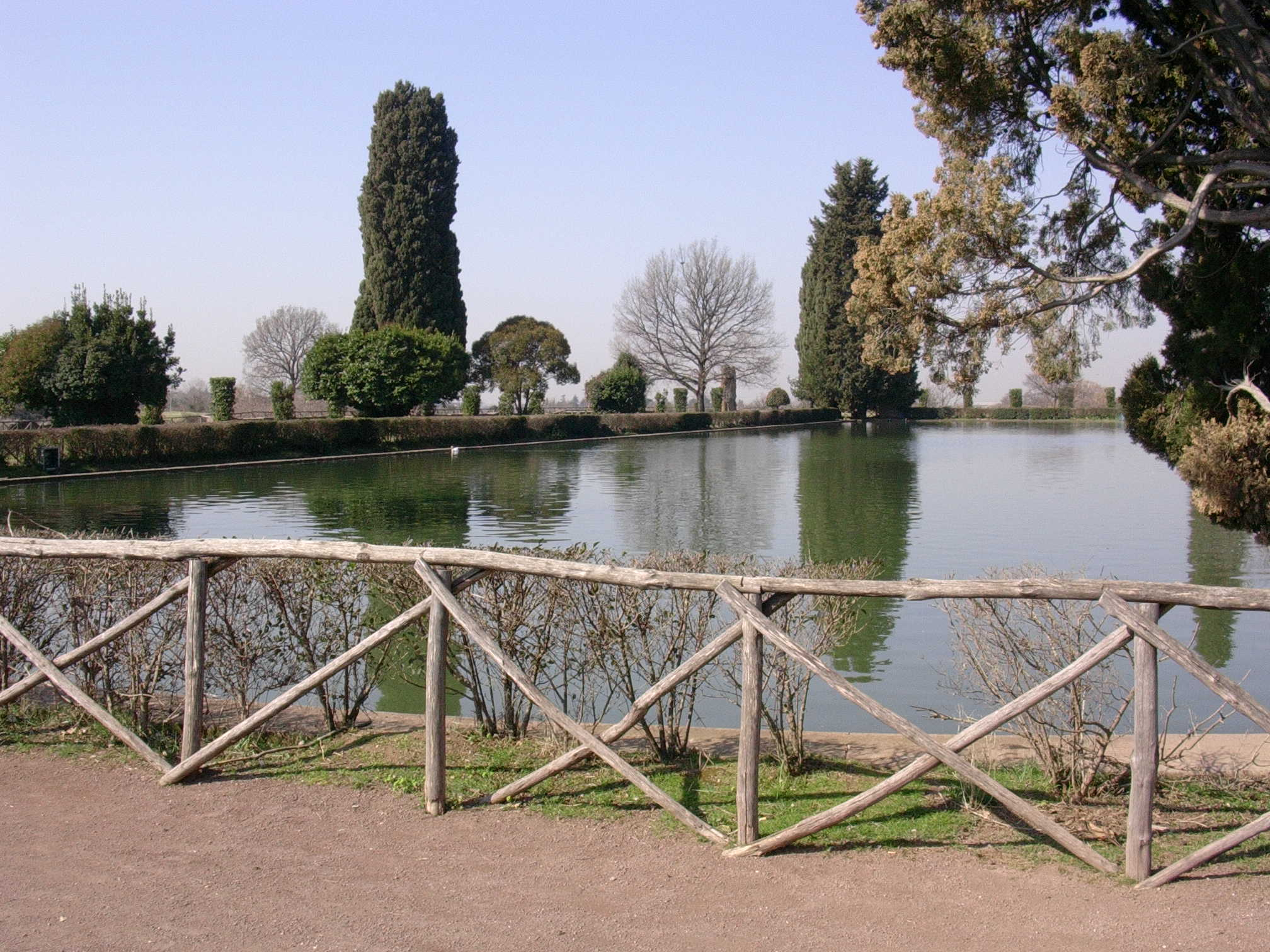
O tanque do complexo do Pórtico Pintado

A Oeste do Teatro Marítimo, o imenso pórtico que cerca um grande tanques foi identificado como uma representação do Estoa Pintado, pórtico de Atenas decorado com pinturas.
O Pórtico Pintado é o maior dos edifícios da Vila Adriana: 235 m. de comprimento por 110 m. de largura, com um tanque de 110 m. por 25 m. Esta construção encerra o vale do Canopo, e teve necessidade de grandes trabalhos de terraplanagem do lado Norte para compensar o declive natural do terreno. A sua planta tem a forma de um retângulo com orientação Este/Oeste e com as extremidades ligeiramente arredondadas. O tanque central que se encontra no seu eixo maior retoma a sua planta retangular arredondada. O peristilo que cerca do Pórtico Pintado está curiosamente duplicado no lado Norte, com um alto muro de separação interior. Este muro lembra a configuração do Pórtico Pintado, concebida para proteger dos ventos do Norte. Certos autores chamam a atenção para o facto de isto também permitir passeios tanto ao Sol (lado Sul), como à sombra (lado Norte).
Interpretação : uma vez mais, os pontos de vista divergem: apesar de a maior parte dos autores verem o conjunto como um vasto jardim de recreio delimitado por um peristilo propício aos passeios, para o italiano Vighi e para Stierlin seria um hipódromo. Os seus argumentos encontram fundamento nas dimensões do edifício, as quais permitiam a realização de corridas, a frequência da associação um Palácio Imperial e um hipódromo, e a sacralização desta associação simbolizando o curso solar (o hipódromo está orientado Este/Oeste). A spina que marca o eixo do hipódromo seria nesta hipótese o tanque central, configuração que se encontra no hipódromo de Lugduno.
Adjacente ao Pórtico Pintado a Sul e a Este, um grupo de construções organiza-se sob a forma aproximada de uma cruz: um jardim ou um estádio alongado de Norte a Sul com uma sala de três êxedras a Oeste e um peristilo rodeando um viveiro a Este.

## O terraço da Academia
O sector da Academia ocupa a parte mais alta da vila, sobre um vasto terraço com mais de 200 m. de comprimento, que domina a Sudoeste uma inclinação bastante acentuada onde flui um pequeno curso de água. Do outro lado da esplanada afunda-se o vale do Canopo. Na extremidade Oeste da plataforma encontra-se a torre medieval de Roccabruna. Em oposição, um complexo de edifícios compreende a Academia com uma arquitectura curvilínea, seguido de um peristilo que precede um templo com cúpula. Houve quem sugerisse estar-se na presença de um templo dedicado a Júpiter, devido à sua posição mais elevada, tradicional para os templos de Júpiter. Outros autores atribuem-no a Apolo.
Esta parte da vila oferece a vista mais ampla e mais bela sobre o resto da paisagem, o que levou alguns autores a identificá-lo como o palácio residencial de Adriano e a nomeá-lo  de "Pequeno Palácio". Na falta de escavações científicas neste sector, esta dedução baseada um pouco ligeiramente sobre a estética não é válida.

## O complexo Nordeste
Esta parte está organizada em redor da antiga vila republicana, com uma orientação Nordeste/Sudoeste seguindo de perto o rio que corre no vale identificado por vezes como o vale de Tempe.

### Hospitália
A Hospitália, situada próximo das bibliotecas, compõe-se por dez quartos distribuídos de ambos os lados de um corredor central. Não se trataria, como se acreditava há muito tempo, de um hotel destinado a receber os convidados do Imperador, mas de um alojamento para os soldados de elite da guarda pretoriana, os quais dormiam a três por cada quarto. Este edifício também dispunha de um altar dedicado ao culto imperial e de latrinas. Os mosaicos em "opus tessellatum" — técnica de mosaico com uma grossura de vários centímetros — que cobrem o solo desta construção opõem-se aos do palácio, de melhor qualidade, o que autoriza a interpretação da hospitália como um edifício de serviço.

### Sala dos Filósofos
A Sala dos Filósofos  é uma grande sala contígua ao palácio e fazendo parte do Poikile. Foi-lhe dado este nome na suposição de ali se reunirem os filósofos e os escritores protegidos pelo mecenato de Adriano. Faziam nesta sala a exposição das suas ideias filosóficas e declamavam as suas obras literárias no pátio.
Procurou-se saber desde há muito tempo para que serviriam os nichos presentes na abside. Inicialmente pensava-se que serviriam de bibliotecas (de onde surgiu a hipótese da presença dos filósofos); é, no entanto, mais provável que estes nichos tenham abrigado estátuas de grandes figuras de Roma.

### Palácio Imperial
O palácio havia sido construído, em parte, durante a época republicana. Adriano não fez mais que modificar este edifício construído sobre uma planta muito simples, contrariamente à vizinha Piazza d’Oro. O lado ocidental do palácio, completamente desprovido de construções, estaria provavelmente ocipado por um jardim.

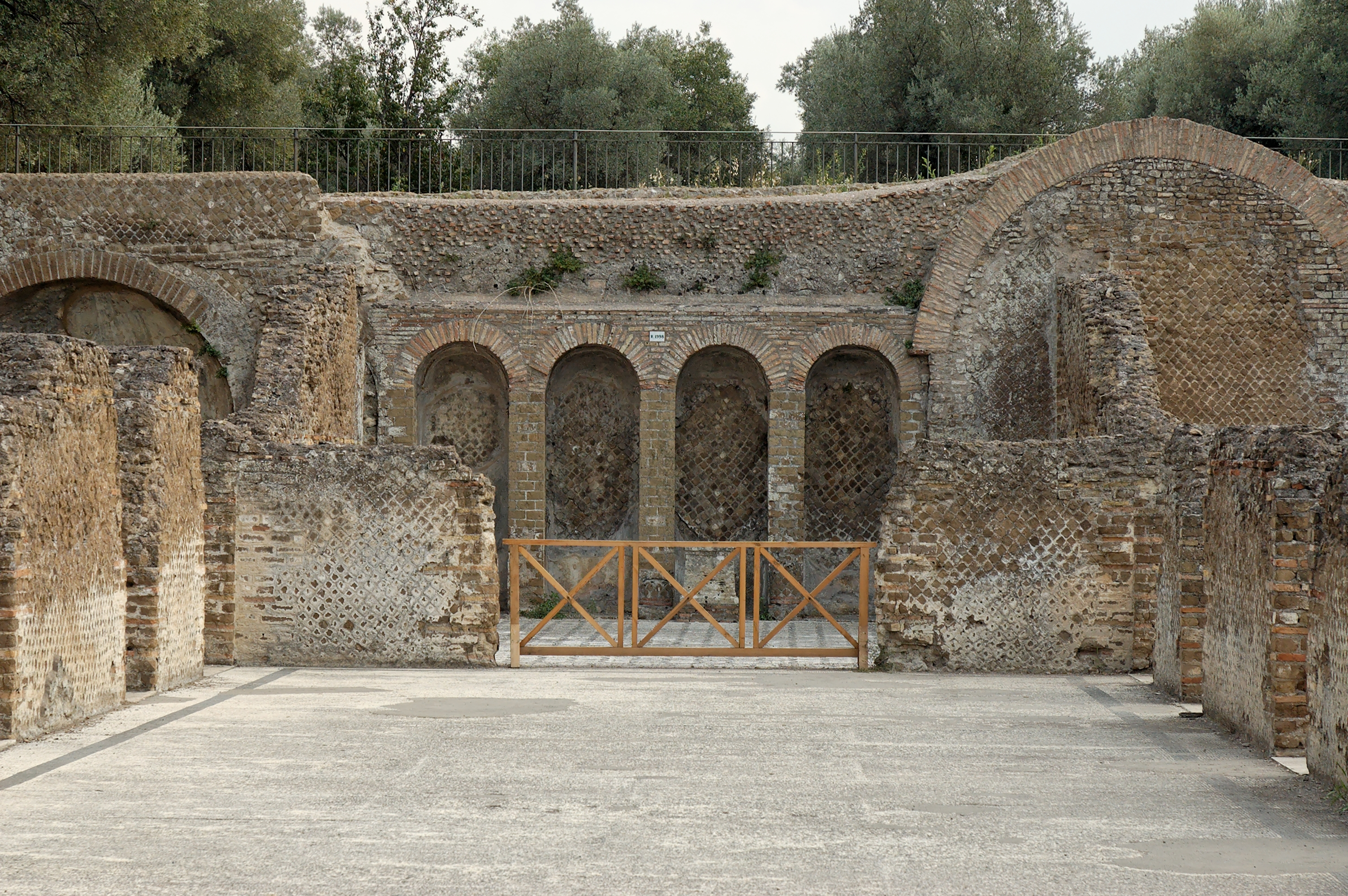
A hospitália.
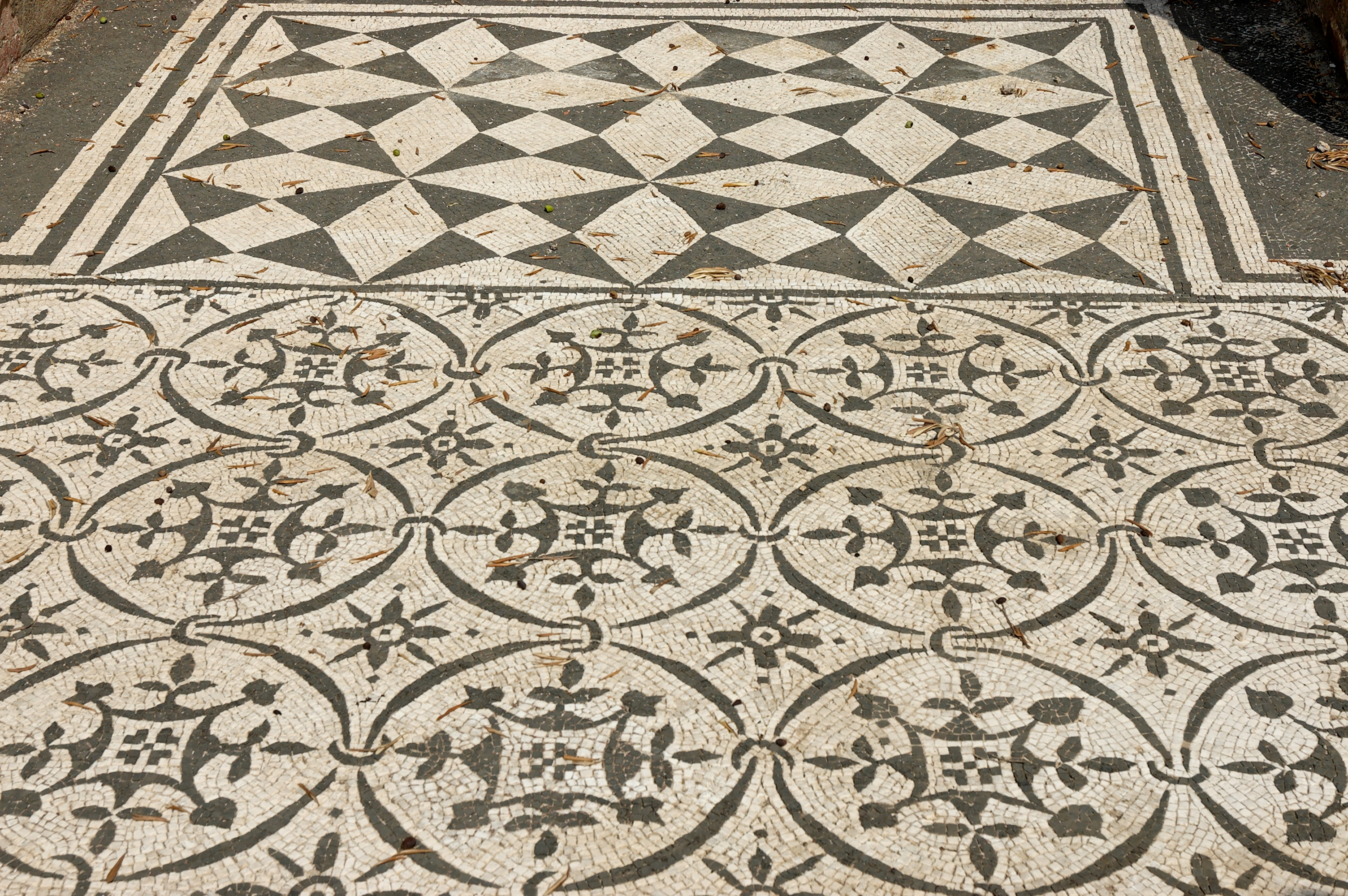
Mosaicos do pavimento da hospitália.
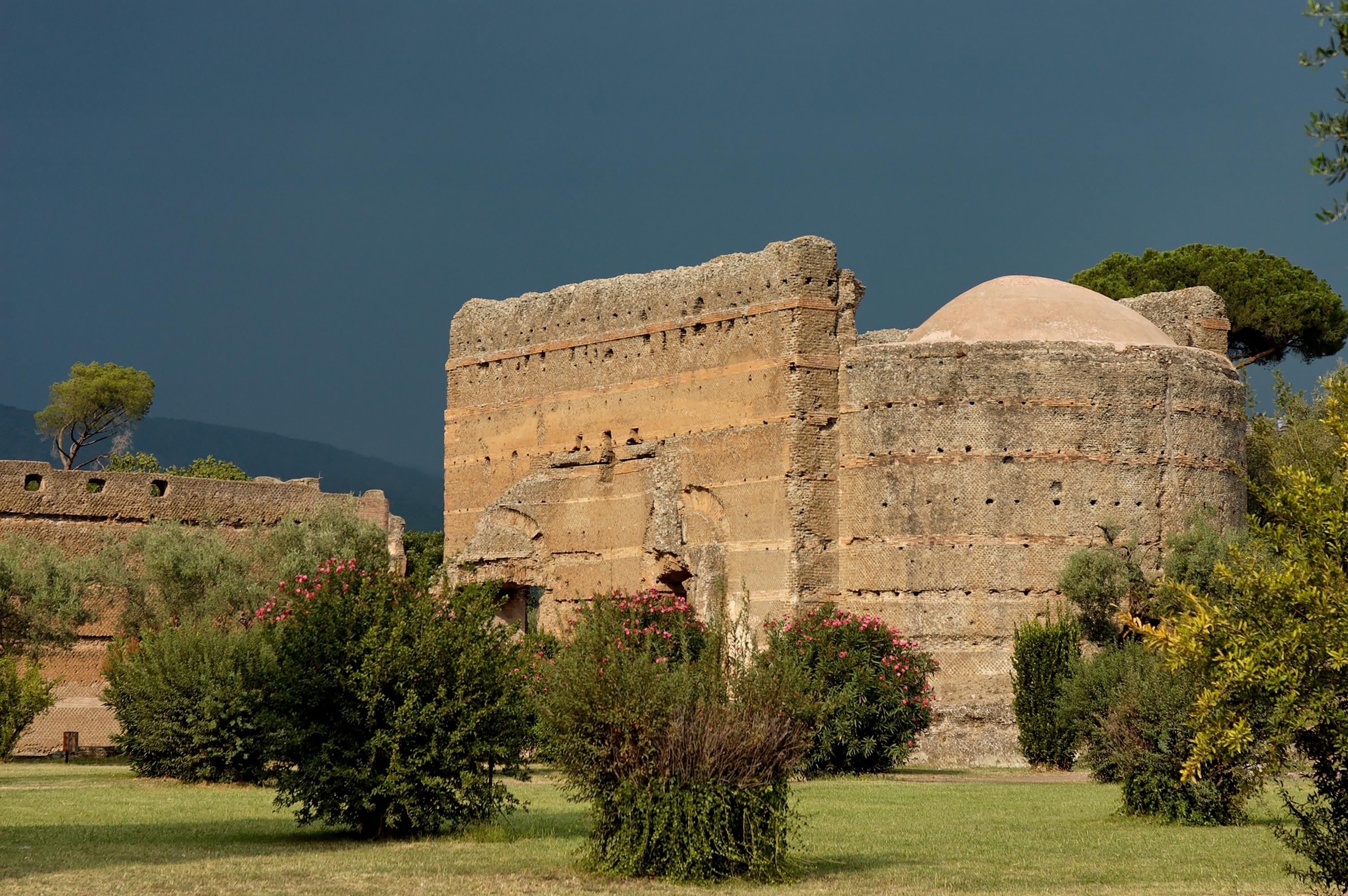
A Sala dos Filósofos vista do exterior.
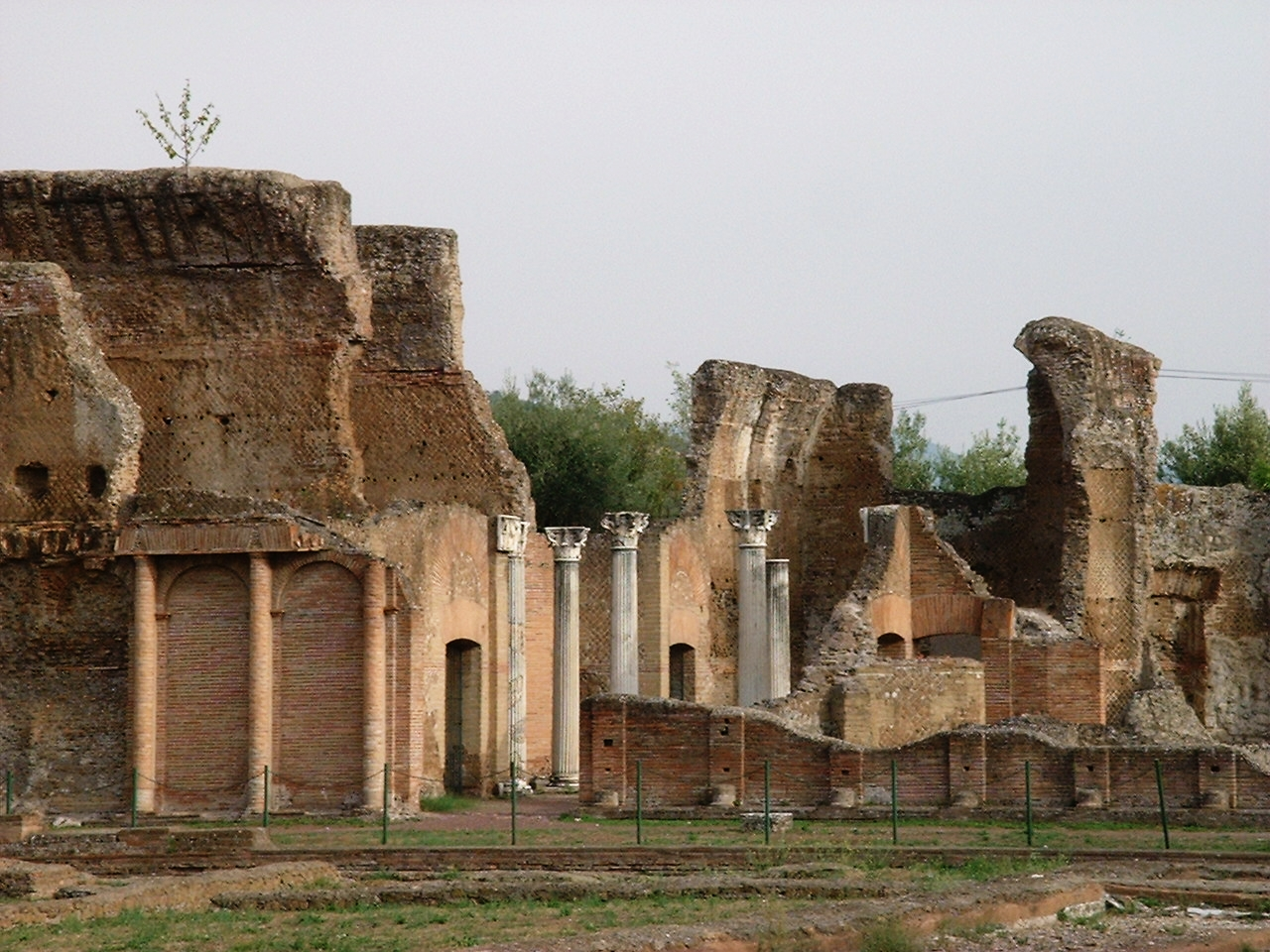
O Palácio Imperial.

## A vida quotidiana
Supõe-se, face aos grandes espaços residenciais da vila, que esta devia acolher cerca de 3.000 pessoas, ou seja, uma Corte com domésticos e vigilantes pretorianos, o que representava uma população numerosa. Os privilegiados desta população habitavam no palácio mesmo na companhia do Imperador; os cortesãos de estatuto secundário, os soldados da guarda e os serviçais deviam contentar-se com alojamentos mais modestos como a hospitália. A mesma segregação existia quando no que dizia respeito aos banhos: as pequenas termas para a primeira classe; as grandes termas para os outros. Mas mesmo no interior de cada uma das termas fazia-se uma segunda triagem porque, à época, as mulheres podiam entrar de manhã e os homens à tarde. Os arqueólogos, para determinar o perfil dos ocupantes de cada construção, sempre tiveram atenção ao tipo de mosaicos, os mais finos (opus vermiculatum) para a élite, os mais grosseiros (opus tesselatum) para os comuns.

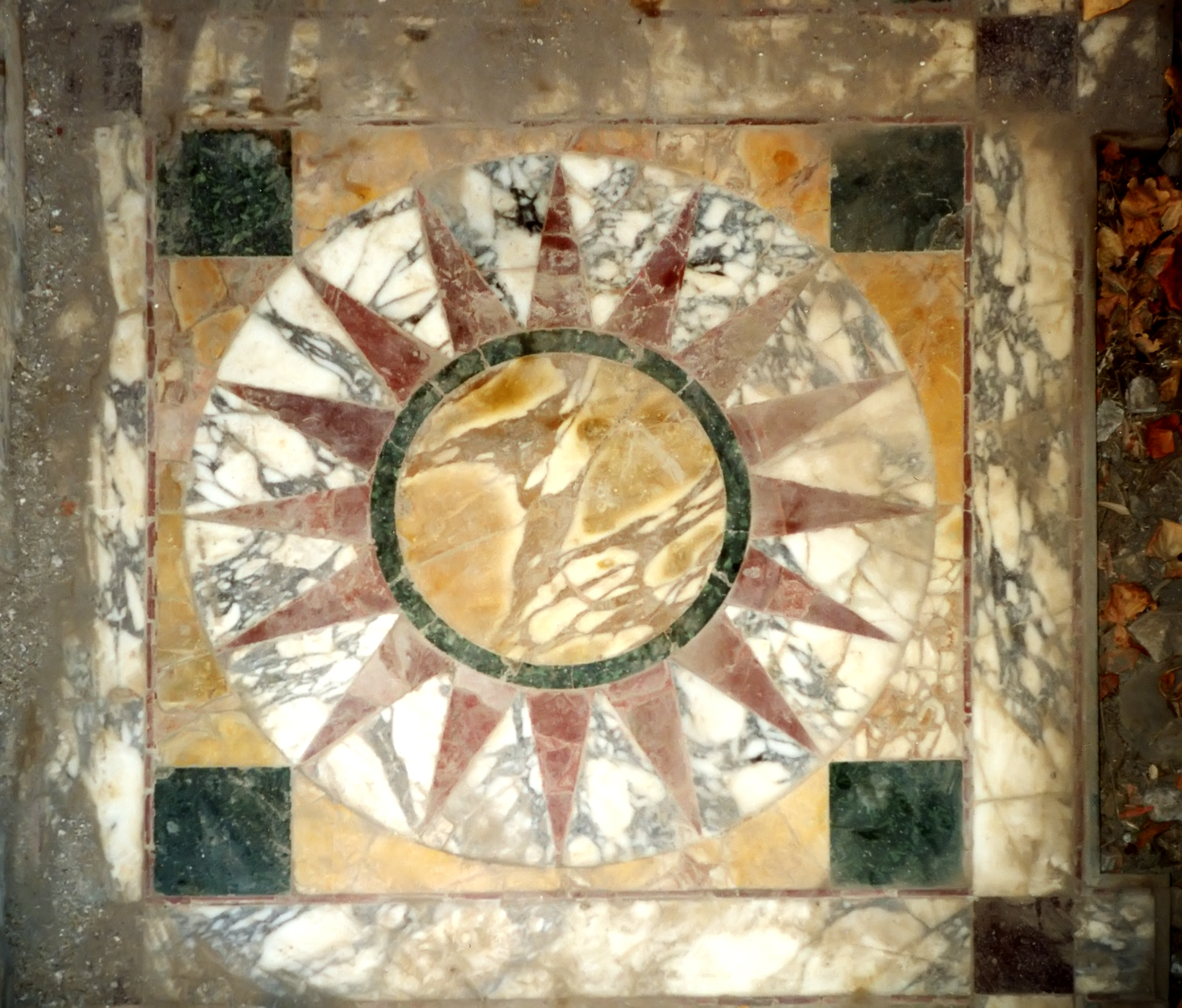
Opus sectile das Pequenas Termas

A atividade da vila, os estaleiros permanentes e o abastecimento dos residentes provocavam provavelmente uma circulação incessante e tumultuosa. De onde surge uma ideia brilhante que se atribui ao seu arquitecto e proprietário: estabelecer uma  rede subterrânea que se apoia, em primeiro lugar, nas caves criadas para a extração de tufo e da pozolana necessárias para a construção dos edifícios; estas passagens subterrâneas foram ampliadas consideravelmente, de maneira a formar uma rede que servia toda a vila do teatro ao liceu. As galerias foram escavadas sete metros abaixo da terra, com uma altura de cinco metros em média, e com comprimentos de 100 a 300 metros; eram iluminadas por tochas dispostas a cada 10 metros. Estas galerias comportavam pontos onde podiam repousar 260 cavalos: esses "estacionamentos" subterrâneos podiam acolher 200 carros que chegavam carregados de alimentos e saíam vazios.
Pode, assim, imaginar-se a vida de Adriano na sua vila: frequentava o Teatro Marítimo, o pequeno santuário onde se entregava ao otium (momentos de lazer nos quais se dedicava à adivinhação, à leitura... ) e, para celebrar em certa medida a mística da função imperial, ponto central do mundo de onde irradiava todo o poder, abandonava-se todos os dias ao meio-dia para receber - por uma abertura praticada intencionalmente no tecto - um pouco de luz solar que caía sobre ele. Discutia com os filósofos, na sala contígua reservada à cultura, ia ver representações teatrais e jantava na alcova do Serapeu em companhia de alguns dos seus próximos. Nos últimos anos da sua vida, durante os quais viveu na vila, apenas dispunha para as atividades desportivas de uma palestra bastante afastada do palácio, mas já tinha pensado nesse ponto e combinado um estaleiro para a construção de um grande estádio entre as termas e o Pórtico Pintado.

## Pesquisas suplementares
- (em italiano) Villa Adriana, site sobre a Villa Adriana.
- (em inglês)(em francês) Documento de avaliação (1999) Avaliação prévia à inscrição no Património Mundial realizada pelo ICOMOS.